# Jiangdong (ort)
Jiangdong är en ort i Kina. Den ligger i provinsen Guizhou, i den sydvästra delen av landet, omkring 280 kilometer öster om provinshuvudstaden Guiyang.